# Norbert Keßlau
Norbert Keßlau (Dortmund, 13 de julio de 1972) es un deportista alemán que compitió en remo.
Participó en dos Juegos Olímpicos de Verano, obteniendo una medalla de bronce en Seúl 1988, en la prueba de cuatro sin timonel, y el cuarto lugar en Los Ángeles 1984, en la misma prueba.
Ganó cuatro medallas en el Campeonato Mundial de Remo entre los años 1983 y 1989.

## Palmarés internacional
| Juegos Olímpicos   | Juegos Olímpicos         | Juegos Olímpicos  | Juegos Olímpicos   |
| Año                | Lugar                    | Medalla           | Prueba             |
| ------------------ | ------------------------ | ----------------- | ------------------ |
| 1988               | Seúl (Corea del Sur)     | Medalla de bronce | Cuatro sin timonel |
| Campeonato Mundial |                          |                   |                    |
| Año                | Lugar                    | Medalla           | Prueba             |
| 1983               | Duisburgo (RFA)          | Medalla de oro    | Cuatro sin timonel |
| 1985               | Malinas (Bélgica)        | Medalla de oro    | Cuatro sin timonel |
| 1986               | Nottingham (Reino Unido) | Medalla de plata  | Cuatro sin timonel |
| 1989               | Bled (Yugoslavia)        | Medalla de oro    | Ocho con timonel   |